# Ministerpräsident
Als Ministerpräsident oder Premierminister wird im Allgemeinen das öffentliche Amt des Regierungschefs in parlamentarischen oder semipräsidentiellen Staaten bezeichnet. Historisch hat sich die Bezeichnung Premierminister aus der Wortbedeutung „erster Diener (des Staates, des Monarchen)“ im Vereinigten Königreich entwickelt. Die Bezeichnung Ministerpräsident erklärt sich im Gegensatz dazu als „Vorsitzender der Minister“, das heißt der Regierung.
In Deutschland ist Ministerpräsident die Amtsbezeichnung für den Regierungschef eines Bundeslandes, abgesehen von den Stadtstaaten Bremen (Präsident des Senats), Hamburg (Erster Bürgermeister) und Berlin (Regierender Bürgermeister). In der deutschsprachigen Schweiz ist die Bezeichnung für den Regierungschef eines Kantones Regierungspräsident. In Österreich heißt das entsprechende Pendant Landeshauptmann. Der Regierungschef des gesamten Staates heißt sowohl in Österreich als auch in Deutschland Bundeskanzler.
In manchen präsidentiellen Regierungssystemen (so in Peru oder der Republik China (Taiwan)) wird der Titel Premierminister zur Bezeichnung eines Regierungsbeamten verwendet, der eher mit einem Kabinettschef vergleichbar ist. Dessen Pflichten bestehen ausschließlich in der Umsetzung der Direktiven des Präsidenten sowie in der öffentlichen Verwaltung. 
Eine „Zwischenform“ zwischen präsidentiellen und parlamentarischen Systemen ist das semipräsidentielle Regierungssystem, in dem Staatsoberhaupt und Regierungschef sich die Regierungsführung teilen. Diejenige Situation in einem solchen Regierungssystem, in der Präsident und Premierminister unterschiedlichen politischen Richtungen angehören, wird als Kohabitation bezeichnet.
Das Femininum ist Ministerpräsidentin und Premierministerin. Im Deutschen lautet die offizielle Anredeformel für Männer „Herr Ministerpräsident“, für Frauen „Frau Ministerpräsidentin“.

## Bezeichnungen
Die Bezeichnungen Ministerpräsident und Premierminister werden als Übersetzung für die entsprechenden Ämter in nicht deutschsprachigen Ländern in der Regel synonym verwendet, wobei Premierminister eher dann vorherrscht, wenn bereits die Ausgangssprache eine entsprechende Wortbildung verwendet.
- Der britische Prime Minister wird im Deutschen meist als „Premierminister“ bezeichnet.
- Im französischen Falle (Premier ministre, „erster Minister“) halten sich im Deutschen beide Formen in der Verwendung die Waage.
- Die Regierungschefs Italiens (Presidente del Consiglio dei Ministri, „Präsident des Ministerrats“) und Spaniens (Presidente del Gobierno, „Präsident der Regierung“ oder "Regierungspräsident") werden in der Regel als „Ministerpräsidenten“ bezeichnet.
- Hingegen wird der portugiesische Presidente do Conselho dos Ministros (oder kurz Presidente do Conselho, „Präsident des Ministerrats, Ratspräsident“) im Deutschen eher als „Premierminister“ bezeichnet.
- In den Niederlanden spricht man entsprechend der offiziellen Bezeichnung Minister-president meist vom „Ministerpräsidenten“.
- In Belgien heißt es Eerste minister (niederländisch), Premier ministre (französisch) oder Premierminister (deutsch) auf föderaler Ebene; Minister-president (niederländisch), ministre-président (französisch) oder Ministerpräsident auf regionaler oder gemeinschaftlicher Ebene.
- Das irische Wort Taoiseach, das auch im irischen Englisch für den eigenen Premierminister verwendet wird, bedeutet eigentlich „Häuptling“; die Ministerpräsidenten anderer Länder heißen auf Irisch príomh-aire, das heißt „Premierminister“.
- Die Regierungschefs in Dänemark, Norwegen und Schweden werden statsminister, wörtlich „Staatsminister“, genannt. In Finnland sind die amtssprachlichen Bezeichnungen pääministeri (finnisch), wörtlich „Hauptminister“, bzw. statsminister (aus dem Schwedischen). Ins Deutsche werden die beiden Amtsbezeichnungen eher als „Ministerpräsident“, seltener auch mit „Premierminister“ übersetzt.
- In Tschechien wird der Ministerpräsident Předseda vlády und in der Slowakei Predseda vlády genannt. Beides kann man wörtlich mit „Vorsitzender des Kabinetts“ bzw. „Vorsitzender der Regierung“ übersetzen. Im Tschechischen wird zudem der Begriff Premiér („Premierminister“) genutzt. Im Deutschen herrscht für die beiden Amtsbezeichnungen die Bezeichnung „Ministerpräsident“ vor.
- In Ungarn heißt der jeweilige Regierungschef miniszterelnök, was wörtlich übersetzt „Ministerpräsident“ heißt.
- In Serbien lautet der Titel „Predsednik Vlade Republike Srbije“ („Präsident der Regierung der Republik Serbien“); umgangssprachlich wird die Position oft als „Premijer“ bezeichnet, im Deutschen jedoch eher als „Ministerpräsident“ und seltener als „Premierminister“.
- In der Türkei hieß der Regierungschef Başbakan (wörtlich „Hauptminister“); im Deutschen sprach man in der Regel vom türkischen „Ministerpräsidenten“. Das Amt wurde 2018 im Zuge einer Verfassungsreform abgeschafft.
- In Japan lautet der Titel „naikaku sōri daijin“ („allgemeinverantwortlicher (sōri) Minister (daijin) des Kabinetts (naikaku)“); im Deutschen wird er als „Premierminister“ bezeichnet.

## Geschichte
Der erste britische König aus dem Haus Hannover, Georg I., überließ seinem Ersten Minister, Robert Walpole die Ausübung der Regierungsgeschäfte. Der Begriff Prime Minister wurde zwar nie verwendet, doch Walpole eignete sich während Georgs Amtszeit die Macht eines Regierungschefs an. Die Macht des Premierministers stieg unter den folgenden Monarchen weiter. Es dauerte allerdings bis in das 20. Jahrhundert, bis der britische Monarch eine rein repräsentative Rolle einnahm.
In vielen Verfassungen des 19. Jahrhunderts werden nur Minister erwähnt oder ein Ministerium im Sinne der Gesamtheit der Minister. Ihre Sitzungen wurden unter anderem als Ministerrat bezeichnet. Einer der Minister saß diesem Ministerrat vor; normalerweise war er ein Fachminister wie seine Kollegen auch. Für so einen Minister bürgerte sich die Bezeichnung Ministerpräsident ein. Damit waren noch nicht automatisch besondere Rechte verbunden. Erst in einer längeren Entwicklung wurde der Ministerpräsident beispielsweise der einzige Minister, der dem Monarchen direkt und ohne Erlaubnis eines Kollegen vortragen durfte, oder dass der Ministerpräsident eine formelle Mitsprache darüber erhielt, wen der Monarch zu (den übrigen) Ministern ernannte.

## Funktion in verschiedenen Regierungssystemen
In verschiedenen parlamentarischen Systemen, insbesondere jenen, die dem Westminster-Modell folgen, ist der Premierminister Regierungschef, während das Staatsoberhaupt im Wesentlichen zeremonielle Aufgaben innehat.
Premierminister gibt es daneben auch in konstitutionellen und parlamentarischen Monarchien wie zum Beispiel im Vereinigten Königreich, Australien, den Niederlanden, Belgien und Thailand.
Auch in Systemen, in denen der Regierungschef ein gewählter oder ernannter Beamter mit mehr oder weniger Machtbefugnissen ist, heißt dieser manchmal Premierminister. In einem präsidentiellen System hingegen steht der Präsident oder seine Entsprechung sowohl dem Staat als auch der Regierung vor.

## Bestellung des Ministerpräsidenten
In parlamentarischen Demokratien wird der Ministerpräsident oftmals durch das Parlament gewählt, zum Beispiel in den deutschen Ländern sowie in Spanien und Italien. In Österreich wird der Bundeskanzler durch den Bundespräsidenten ernannt, wobei dieser sich üblicherweise an den parlamentarischen Mehrheiten orientiert.
In semi-präsidentiellen Demokratien wie Frankreich oder Russland wird er durch den Präsidenten ernannt.
In den einzelnen Staaten gibt es unterschiedliche Möglichkeiten, Premierminister zu werden:
- Ernennung durch das Staatsoberhaupt ohne parlamentarische Bestätigung (Beispiele: Vereinigtes Königreich, Australien, Indien, Kanada, Neuseeland)
- Ernennung durch das Staatsoberhaupt nach Nominierung eines Kandidaten durch das Parlament (Beispiel: Irland, auch Schottland und Wales)
- Nominierung durch das Staatsoberhaupt, bevor das Parlament zustimmt und das Staatsoberhaupt den Premierminister ernennt (Beispiele: Spanien; in Deutschland kann der Bundestag auch einen anderen Kandidaten wählen, der zum Bundeskanzler ernannt wird)
- Nominierung durch das Staatsoberhaupt für eine bestimmte Zeit, in der der Premierminister eine Vertrauensabstimmung gewinnen muss (Beispiel: Italien)
- Direkte Wahl durch das Parlament (Beispiele: die kanadischen Territorien Nordwestterritorien und Nunavut)
- Direkte Wahl durch das Volk (Beispiele: Israel 1996–2001)
- Ernennung oder Nominierung durch einen staatlichen Amtsträger, der nicht das Staatsoberhaupt oder sein Vertreter ist, so z. B. in Schweden (auf Vorschlag des Reichstagspräsidenten)

## Nationale Ministerpräsidenten

### Deutschland
In der Provisorischen Zentralgewalt 1848/1849 setzte der Reichsverweser Minister ein. Als erster deutscher Reichsministerpräsident gilt Karl zu Leiningen (siehe Kabinett Leiningen). Bei der Gründung des monarchischen Bundesstaates 1867 kam es zum Titel Bundeskanzler: Dies sollte ursprünglich ein Beamter sein, der die Beschlüsse des Bundesrates ausführt, dieses Amt wurde aber durch den konstituierenden Reichstag zum verantwortlichen Minister aufgewertet. Wieder im Jahr 1919 war der deutsche Regierungschef von Februar bis August 1919 ein Reichsministerpräsident auf Grundlage des Gesetzes über die vorläufige Reichsgewalt. Danach war der Titel wieder Reichskanzler.
In der föderalen Bundesrepublik Deutschland sind die Länder als eigenständige, teilsouveräne Gliedstaaten mit parlamentarischem Regierungssystem verfasst. In den Flächenstaaten heißen ihre Regierungschefs Ministerpräsident. In den Stadtstaaten gibt es andere Bezeichnungen: Der Bremer und der Hamburger Regierungschef heißen offiziell Präsident des Senats. In Bremen trägt er, zusammen mit einem weiteren Mitglied des Bremer Senats, den Titel Bürgermeister, in Hamburg den Titel Erster Bürgermeister; der Regierungschef des Landes Berlin ist der Regierende Bürgermeister.
Der Regierungschef wird vom Landesparlament (den Landtagen in den Flächenländern, dem Abgeordnetenhaus in Berlin, den Bürgerschaften in Bremen und Hamburg) für die Dauer einer Wahlperiode in geheimer Abstimmung gewählt. Er bestimmt die Minister (bzw. in den Stadtstaaten die Senatoren) seines Kabinetts, das in einigen Ländern anschließend vom Landtag bestätigt werden muss, und bestimmt in den meisten Ländern die Leitlinien der Regierungsarbeit. Neben dieser eigentlichen Regierungstätigkeit nimmt er regelmäßig die Vertretung seines Landes im Bundesrat wahr und übt dadurch starken Einfluss auf die Bundespolitik in Deutschland aus.
Das dem Ministerpräsidenten auf Bundesebene entsprechende Amt ist das des Bundeskanzlers, obgleich der Ministerpräsident gleichzeitig repräsentative Aufgaben wahrzunehmen hat, die auf der Bundesebene zum Amtsbereich des Bundespräsidenten gehören. In Deutschland ist der Bundeskanzler der Regierungschef des Bundesstaates.

### Europa
Albanien: der albanische Ministerpräsidenten (albanisch Kryeministër) stellt seit der Unabhängigkeit Albaniens im Jahr 1912 den Regierungschef des Landes dar.
- Liste der albanischen Ministerpräsidenten

Andorra: der Regierungschef von Andorra (katalanisch Cap de Govern del Principat d'Andorra) ist der Chef der Exekutive des Landes.
- Regierungschef von Andorra

Belarus: Der Regierungschef von Belarus ist der Premierminister (belarussisch Прэм’ер-міністр bzw. russisch Премьер-министр).
- Liste der Ministerpräsidenten von Belarus

Belgien: der Regierungschef in Belgien ist der Premierminister (niederländisch eerste minister oder premier, französisch Premier ministre oder chef du gouvernement fédéral).
- Liste der Premierminister von Belgien

Bosnien und Herzegowina: Der Vorsitzende des Ministerrats (Predsjedavajući Vijeća ministara Bosne i Hercegovine/Предсједавајући Савјета министара Босне и Херцеговине) ist der Regierungschef des Staates Bosnien und Herzegowina.
- Vorsitzender des Ministerrats von Bosnien und Herzegowina

Bulgarien: Der Ministerpräsident (bulgarisch Ministar-predsedatel oder Министър-председател) ist der Regierungschef der Republik Bulgarien seit 1990.
- Liste der Ministerpräsidenten Bulgariens

Dänemark: Der dänische Regierungschef wurde zwischen 1848 und 1855 als Premierminister bezeichnet und seit 1918 als Ratspräsident (dänisch Konseilspræsident).
- Liste der dänischen Regierungschefs
  - Liste der Regierungschefs der Färöer
  - Liste der Regierungschefs von Grönland

Estland: der Ministerpräsident (estnisch Eesti peaminister) ist der Regierungschef Estlands.
- Liste der Premierminister von Estland

Finnland: der Ministerpräsident (finnisch Suomen pääministeri, schwedisch: Finlands statsminister) ist der Regierungschef Finnlands.
- Liste der Ministerpräsidenten Finnlands

Frankreich: der Premierminister (französisch Président du Conseil des ministres oder seit 1959 Premier ministre) ist der Regierungschef.
- Liste der Regierungschefs von Frankreich

Georgien: Der georgische Regierungschef wurde von 1918 bis 1921 als „Regierungsvorsitzender“ (georgisch მთავრობის თავმჯდომარე / Mtavrobis tavmjdomare) bezeichnet und seit 1991 als „Premierminister“ (georgisch პრემიერ-მინისტრი / P’remier-minist’ri).
- Liste der Premierminister von Georgien

Griechenland: Der Premierminister ist der Regierungschef in Griechenland.
- Liste der Regierungschefs von Griechenland

Irland: Taoiseach [t̪ˠiːʃɒx] in der Einzahl bzw. Taoisigh [t̪ˠiːʃiː, t̪ˠiːʃɪg] in der Mehrzahl ist der Titel des irischen Regierungschefs.
- Liste der Regierungschefs Irlands

Island: Der Premierminister von Island (isländisch: Forsætisráðherra Íslands) ist der Regierungschef Islands.
- Liste der Premierminister von Island

Italien: der Ministerpräsident (italienisch Presidente del Consiglio dei ministri della Repubblica Italiana) ist der Regierungschef Italiens.
- Liste der Präsidenten des Ministerrates in Italien

Kosovo:
- Liste der Premierminister des Kosovo

Kroatien:
- Liste der Premierminister Kroatiens

Lettland:
- Liste der Ministerpräsidenten Lettlands

Liechtenstein: Regierungschef ist der offizielle Titel in Liechtenstein.
- Liste der Regierungschefs von Liechtenstein

Litauen:
- Liste der Premierminister Litauens

Luxemburg:
- Liste der Premierminister von Luxemburg

Moldau:
- Liste der Ministerpräsidenten der Republik Moldau

Montenegro:
- Liste der Ministerpräsidenten von Montenegro

Niederlande: Der minister-president (dt. Ministerpräsident) ist der Regierungschef der Niederlande
- Liste der Ministerpräsidenten der Niederlande

Nordmazedonien:
- Liste der Ministerpräsidenten von Nordmazedonien

Norwegen: Der statsminister (dt. Ministerpräsident) ist der Regierungschef Norwegens
- Liste der Regierungschefs in Norwegen

Österreich: In Österreich ist der Bundeskanzler der Regierungschef des Landes.
- Liste der Bundeskanzler der Republik Österreich

Polen: In Polen ist die Vereinfachung Premier für den Regierungschef üblich. Daher wird im Ausland oft von Premierminister gesprochen.
- Liste der Ministerpräsidenten Polens

Portugal: In Portugal ist der Premierminister der Regierungschef des Landes.
- Liste der Premierminister Portugals

Rumänien:
- Liste der Ministerpräsidenten Rumäniens

Russland:
- Liste der russischen Ministerpräsidenten

Schweden:
- Liste der Ministerpräsidenten von Schweden

Serbien:
- Ministerpräsident (Serbien)

Slowakei:
- Liste der Ministerpräsidenten der Slowakei

Slowenien:
- Liste der Ministerpräsidenten Sloweniens

Spanien: Regierungschef des Landes ist der Ministerpräsident (Presidente del Gobierno, wörtlich übersetzt „Regierungspräsident“).
- Liste der Regierungspräsidenten Spaniens

Tschechien:
- Liste der Ministerpräsidenten Tschechiens

Türkei:
- Liste der Ministerpräsidenten der Türkei

Ukraine:
- Liste der Ministerpräsidenten der Ukraine

Ungarn:
- Liste der Ministerpräsidenten Ungarns

Vereinigtes Königreich: Im Vereinigten Königreich ist der Premierminister (englisch prime minister) der Regierungschef des gesamten Landes. In Nordirland, Schottland und Wales heißen die regionalen Regierungschefs first minister. In Nordirland ist der deputy first minister gleichberechtigt, in den anderen Landesteilen Stellvertreter des first minister.
- Liste der Premierminister des Vereinigten Königreiches
  - Erster Minister (Nordirland)
  - First Minister (Schottland)
  - First Minister (Wales)

Zypern: In Zypern ist das Staatsoberhaupt zugleich Regierungschef.
- Liste der Staatsoberhäupter Zyperns

### Andere
- Premierminister (Australien)
- Liste der Ministerpräsidenten von Israel
- Premierminister von Japan
- Premierminister (Kanada)
- Premierminister (Namibia)
- Premierminister von Neuseeland
- Premierminister (Osttimor)
- Premierminister (Portugal)
- Ministerpräsident von Russland
- Premierminister der Republik Korea
- Premierminister von Thailand

## Schweiz
In der Schweiz existiert das Amt des Ministerpräsidenten nicht; die Regierung wird auf nationaler (eidgenössischer) Ebene aus sieben gleichrangigen Bundesräten gebildet. Einer der sieben nimmt jeweils für ein Jahr zusätzlich die Funktion des Bundespräsidenten wahr. Er hat weder die Funktion eines Regierungschefs noch eines Staatspräsidenten; seine Stimme gilt aber bei Pattsituationen innerhalb des Bundesrats (als Gremium) als Stichentscheid. Wie beim Bundesrat, der Regierung auf nationaler Ebene, folgen auf kantonaler Ebene die Regierungen dem Kollegialitätsprinzip: Die Vorsitzenden der Kantonsregierungen (Regierungspräsident, Regierungsratspräsident, Landammann) haben in der Regel keine markant weiterreichenden Befugnisse als die übrigen Regierungsmitglieder, sondern sind lediglich ein zumeist auf ein Amtsjahr gewählter Primus inter pares für repräsentative Zwecke. Ausnahmen bilden hier nur die Kantone Basel-Stadt, Genf und Waadt, in denen der Regierungspräsident leicht erweiterte Funktionen hat, die aber keinesfalls mit einem Ministerpräsident vergleichbar ist.